# 5008 Miyazawakenji
5008 Miyazawakenji este o planetă minoră (asteroid), cu un diametru de 7,206 km, din centura de asteroizi. A fost descoperită pe 20 februarie 1991 la Dainik Astronomical Observatory⁠(d) de Atsushi Sugie⁠(d) și a fost numită după Kenji Miyazawa. 
Obiectul prezintă o orbită caracterizată de o semiaxă mare de 2,2146208 UAi, o excentricitate de 0,06, o înclinație de 5,26988 ° în raport cu ecliptica.